# Cowboy Bebop: Tengoku no Tobira
Cowboy Bebop: Tengoku no Tobira (Nhật: カウボーイビバップ 天国の扉 Hepburn: Kaubōi Bibappu: Tengoku no Tobira, tạm dịch: Thợ săn tiền thưởng: Cánh cổng thiên đàng) là một bộ anime điện ảnh thuộc thể loại khoa học viễn tưởng ra mắt năm 2001 của Nhật Bản, dựa theo loạt anime truyền hình Cowboy Bebop năm 1998 được sáng tạo bởi Yatate Hajime. Nhiều thành viên từ ê-kíp của loạt phim nguyên tác đã nằm trong đội ngũ thực hiện tác phẩm điện ảnh này, bao gồm đạo diễn Watanabe Shinichirō, biên kịch Nobumoto Keiko, nhà thiết kế nhân vật/đạo diễn hoạt hình Kawamoto Toshihiro cùng nhà soạn nhạc Kanno Yoko. Ngoài ra, dàn diễn viên lồng tiếng Nhật và tiếng Anh gốc cũng quay trở lại để thể hiện các vai diễn cũ.
Cowboy Bebop: Tengoku no Tobira lấy bối cảnh từ tập 22 đến 23 của loạt phim gốc. Cốt truyện của tác phẩm xoay quanh một tên khủng bố bí ẩn đang lên kế hoạch tiêu diệt toàn bộ cư dân trên sao Hỏa bằng một mầm bệnh chưa được biết đến. Khi ấy, nhóm thợ săn tiền thưởng của tàu vũ trụ Bebop buộc phải vào cuộc để tìm ra chân tướng kẻ khủng bố cùng với nguồn mầm bệnh trước khi cuộc tấn công xảy ra.
Watanabe đã xây dựng Cowboy Bebop: Tengoku no Tobira thành một phần mở rộng từ loạt phim truyền hình mà ông chuyển thể; ông coi loạt phim đó giống như một series chứa những bộ phim điện ảnh thu nhỏ. Để không làm phật ý người hâm mộ loạt phim gốc, các nhà làm phim đã đưa một lượng lớn tình tiết mỹ học vào tác phẩm, đồng thời tinh chỉnh nó sao cho dễ tiếp cận với đối tượng khán giả mới. Nhờ có kinh phí và cơ sở sản xuất được đầu tư tốt hơn nên phim đã có thể sử dụng những kiểu ghi hình gắn liền với những tác phẩm live-action, qua đó giúp chất lượng đồ họa cao hơn so với loạt truyền hình nguyên tác. Bên cạnh đó, ê-kíp còn đưa thêm cả những chi tiết mang đề tài Ả Rập vào bộ phim để tăng tính đối lập với loạt truyền hình, làm Watanabe phải cất công đến Maroc để nghiên cứu. Ngoài ra, bầu không khí Ả Rập cũng được sử dụng trong phần âm nhạc của Kanno.
Bộ phim được đồng sản xuất bởi các đơn vị Sunrise (hãng phát triển loạt phim gốc), Bones (xưởng phim do cựu nhân viên Sunrise thành lập về sau) và Bandai Visual. Cowboy Bebop: Tengoku no Tobira ra rạp ở Nhật Bản vào ngày 1 tháng 9 năm 2001 và tại Hoa Kỳ vào ngày 11 tháng 8 năm 2002. Tác phẩm đã thu về hơn 3 triệu USD trên toàn thế giới, đồng thời giành được thứ hạng cao trên các bảng xếp hạng của Nhật Bản và Hoa Kỳ khi ra mắt dưới dạng DVD. Ngoài ra, Cowboy Bebop: Tengoku no Tobira còn nhận về những đánh giá tích cực từ giới phê bình quần chúng nói chung và anime nói riêng, cũng như giành được một đề cử ở hạng mục Phim hoạt hình hay nhất tại giải Hiệp hội phê bình phim trực tuyến.

## Nội dung
Bộ phim lấy bối cảnh trên sao Hỏa vào năm 2071, tức 49 năm sau khi Trái đất trở nên hoang tàn do một thảm họa gây ra. Từ đó, loài người đã dần định cư trên các hành tinh và vệ tinh tự nhiên khác nhau trong hệ mặt trời. Nhân vật chính của phim là những thợ săn tiền thưởng được hợp pháp hóa, những người cùng nhau sát cánh trên con tàu vũ trụ Bebop. Họ gồm Spike Spiegel, cựu thành viên của tổ chức tội phạm Rồng Đỏ; Jet Black, một cựu cảnh sát kiêm chủ nhân của Bebop; Faye Valentine, một phụ nữ từng là mục tiêu những thợ săn tiền thưởng; Edward Wong Hau Pepelu Tivrusky IV (viết tắt là Ed), một cô bé có kỹ năng máy tính thiên tài; và Ein, một "chú chó dữ liệu" được nâng cấp nhân tạo với trí thông minh cấp độ con người.
Vài ngày trước khi diễn ra lễ Halloween, một người đàn ông bí ẩn đã kích nổ một chiếc xe tải ở thành phố thủ đô của Sao Hỏa, gây thương vong cho hơn ba trăm người và làm phát tán thứ được cho là mầm bệnh mới. Để đáp trả lại tội ác ấy, chính phủ Sao Hỏa tung ra khoản tiền thưởng kỷ lục 300 triệu woolong với hy vọng sẽ tóm được kẻ đứng sau vụ này. Khi vụ nổ xảy ra thì Faye đã vô tình nhìn thấy mặt của tên khủng bố, thế nên những thợ săn trên tàu Bebop quyết định vào cuộc để lấy món tiền kếch xù. Dẫu vậy, mỗi thành viên trong nhóm lại điều tra manh mối theo những cách khác nhau. Ed, dựa trên một hình xăm trên cổ tay của kẻ khủng bố, đã xác định gã ta chính là Vincent Volaju, cựu thành viên của một đội quân sự dường như đã thiệt mạng trong Chiến tranh Titan. Trên thực tế, Vincent là người duy nhất sống sót sau cuộc thử nghiệm liên quan đến mầm bệnh, do hắn đã được tiêm một loại vắc xin miễn nhiễm với nó. Tuy nhiên, điều đó lại khiến Vincent bị mất trí nhớ phân ly và luôn nhìn thấy những con bướm ảo giác phát sáng, rằng việc không thể phân biệt được giữa thực và ảo đã làm cho hắn phát điên.
Nhờ vài nguồn tin thân cận nên Jet biết rằng chiếc xe tải là tài sản thuộc sở hữu của Công ty Cherious Medical Pharmaceutical, nơi sản xuất mầm bệnh làm vũ khí sinh học một cách trái phép. Trong lúc đó, Spike gặp một người đàn ông tên Rashid (từng là trưởng nhóm phát triển mầm bệnh) rồi được đưa cho mẫu thử, đồng thời còn chạm mặt một đặc vụ của Cherious Medical tên là Elektra Ovilo. Khi đem đi kiểm tra, cả nhóm biết rằng "mầm bệnh" thực chất lại là một loại nanomachine protein mô phỏng các tế bào bạch huyết của người, sau đó phân hủy thành protein sau khi chết làm cho chúng không thể nhìn thấy bằng mắt thường. Spike cố gắng xâm nhập vào Cherious Medical rồi đấu tay đôi với Elektra, ngoài ra còn cài thiết bị nghe lén vào người cô ấy. Sau đó, Elektra được Cherious Medical cử đi để giết Vincent, nhưng Spike lại bám đuôi cô hòng đánh bại Vincent trên một chuyến tàu hỏa cao tốc. Vincent nhanh chóng chiếm thế thượng phong và làm Spike bị thương nặng, sau đó ném anh ra khỏi tàu trước khi giải phóng một đám mây nano khác. Chúng làm tất cả hành khách trên tàu thiệt mạng, ngoại trừ Elektra, người vô tình được miễn dịch vì cô đã có mối quan hệ với Vincent trước khi cuộc thử nghiệm trên Titan được tiến hành. Elektra bèn bí mật cho một người bạn trong công ty lấy mẫu máu của mình để chuẩn bị dự trữ vắc xin.
Trong thời gian này, Faye tìm được cộng sự của Vincent là Lee Sampson nhưng lại để sổng cậu ta. Ein và Ed được cử đi để theo dõi hành tung Sampson, tuy nhiên cả hai đã rời khỏi vị trí trước khi Faye đến đó. Cô xông vào căn phòng của Vincent đúng lúc hắn ta làm vỡ một viên chứa nanomachine, khiến Sampson chết một cách tức tưởi. Mặc dù Faye cũng bị nhiễm bệnh nhưng tên khủng bố vẫn truyền cho cô một ít máu của mình qua nụ hôn, giúp cô thoát khỏi bàn tay tử thần.
Sau khi Spike hồi phục lại và trò chuyện lần cuối với Rashid, anh và Elektra bị Cherious Medical bắt giữ vì công ty này muốn quét sạch toàn bộ bằng chứng về sự tồn tại của nanomachine. Cả hai chạy trốn khỏi Cherious Medical, đồng thời còn lấy được vắc xin mới ra lò trên đường tẩu thoát. Về phần Faye, cô cũng trốn thoát thành công sau khi Vincent rời đi để thực hiện một cuộc tấn công sẽ xóa sổ toàn bộ sự sống trên sao Hỏa. Sau khi cả nhóm đoàn tụ, họ xác định rằng Vincent sẽ phân tán nano bằng cách cho nổ những quả bóng bay jack-o'-lantern khổng lồ được sử dụng trong cuộc diễu hành Halloween. Để ngăn chặn điều đó, Jet chỉ huy một phi đội rải vắc xin xuống toàn thành phố, còn Faye thì đến Trạm kiểm soát thời tiết và gây mưa, giúp cho vắc xin lan nhanh hơn.
Spike đi đến tháp Eiffel và đối mặt với Vincent. Hai người nhanh chóng lao vào cuộc hỗn chiến dữ dội trong lúc cả thế giới đang đứng trước mối đe dọa diệt vong. Sau đó, đám nanomachine được giải phóng và Spike tạm thời bị chúng làm suy yếu trước khi vắc-xin phát huy tác dụng. Khi Vincent chuẩn bị kết liễu Spike thì Elektra xuất hiện và bắn hắn ta. Tuy nhiên, Vincent không bắn trả lại do hắn đã muốn chấm dứt cuộc đời của mình ngay khi còn ở Titan. Trước khi chết, Vincent không quên cảm ơn Elektra vì cô đã có thời gian ở bên cạnh và chăm sóc hắn.

## Diễn viên lồng tiếng
| Nhân vật       | Diễn viên lồng tiếng Nhật | Diễn viên lồng tiếng Anh |
| -------------- | ------------------------- | ------------------------ |
| Spike Spiegel  | Yamadera Kōichi           | Steve Blum               |
| Jet Black      | Ishizuka Unshō            | Beau Billingslea         |
| Faye Valentine | Hayashibara Megumi        | Wendee Lee               |
| Edward Wong    | Tada Aoi                  | Melissa Fahn             |
| Vincent Volaju | Isobe Tsutomu             | Daran Norris             |
| Elektra Ovilo  | Kobayashi Ai              | Jennifer Hale            |
| Rashid         | Mickey Curtis             | Nicholas Guest           |
| Lee Sampson    | Ueda Yūji                 | Dave Wittenberg          |

## Phát triển

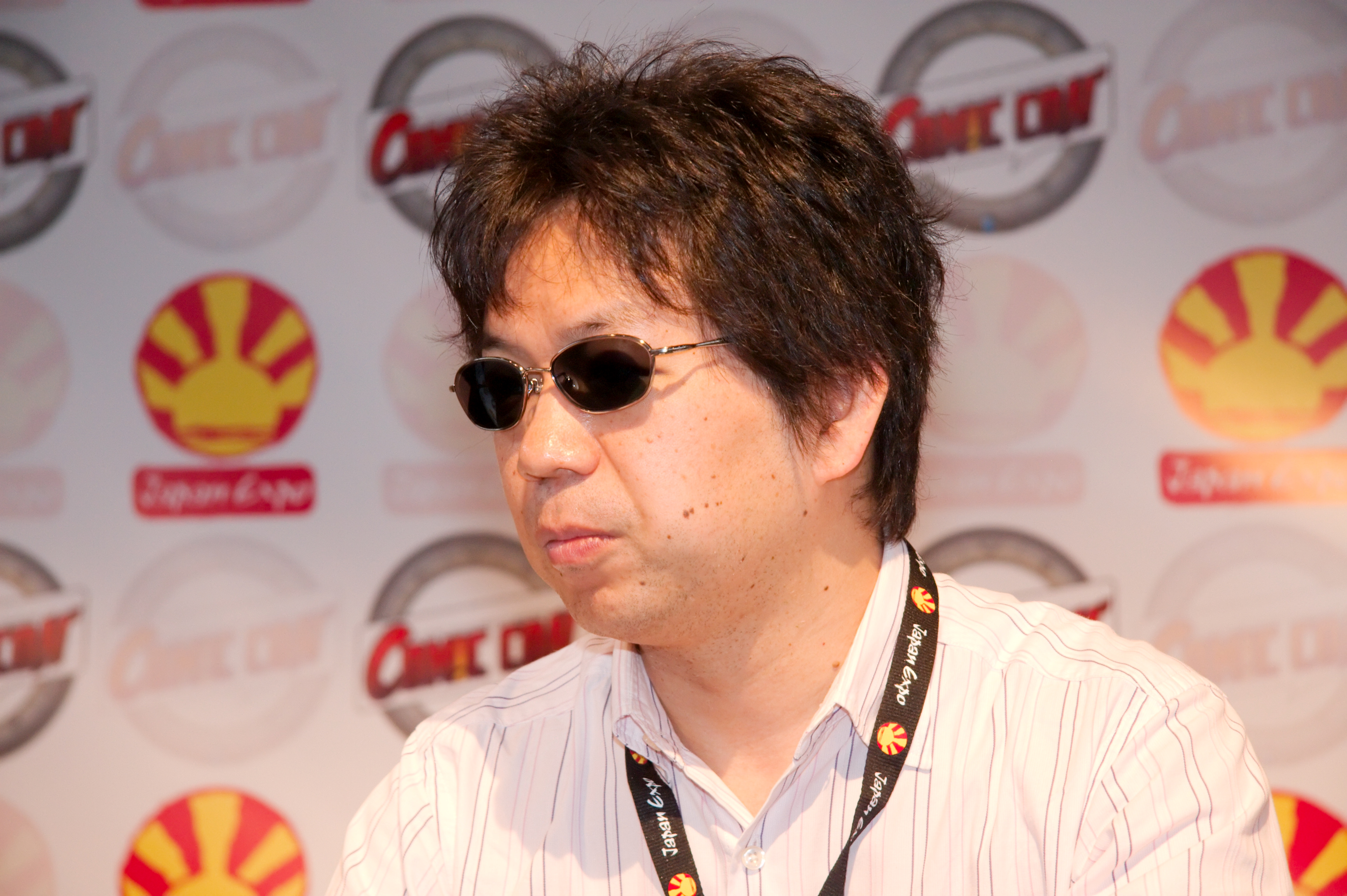
Đạo diễn Watanabe Shinichiro

Ý tưởng về một tác phẩm điện ảnh đã hiện hữu trong tâm trí của đạo diễn Watanabe Shinichirō ngay trong quá trình phát triển series Cowboy Bebop nguyên tác – vốn được ông xây dựng như một phim điện ảnh. Vị đạo diễn coi mỗi tập của series như một phim dài thu nhỏ, vậy nên việc chuyển thể tác phẩm thành một bộ phim điện ảnh thật sự dường như là lẽ tất yếu đối với ông. Vì vậy, để không làm người hâm mộ thất vọng, Cowboy Bebop: Tengoku no Tobira được thực hiện với mục đích vừa kết hợp càng nhiều tình tiết trong series càng tốt, vừa xây dựng để những khán giả mới dễ tiếp cận hơn. Watanabe đã nhắm tới việc sử dụng chất lượng hình ảnh live-action cho bộ phim (mặc dù nó nằm ở mức trung bình) bằng cách áp dụng các thủ thuật ghi hình, hiệu ứng hình ảnh và biểu cảm nhân vật không thể có được trong loạt phim gốc, nhưng vẫn giữ nguyên "hương vị Bebop". Theo Yamadera Kōichi, diễn viên lồng tiếng Nhật cho Spike, những thay đổi thực sự duy nhất mà đội ngũ thực hiện trong vai diễn là thể hiện các nhân vật (bao gồm cả Spike) theo những cách khác nhau. Đặc biệt, Spike bộc lộ nhiều suy nghĩ nội tâm hơn và có khía cạnh nhẹ nhàng hơn so với trong series, vì có nhiều thời gian hơn để khắc họa những chi tiết như vậy. Ngoài ra, đạo diễn Watanabe còn sáng tạo ra một số câu chuyện cũng như nhân vật Vincent trong quá trình sản xuất series, rồi sau đó ông đã đích thân chọn người lồng tiếng cho Elektra và Vincent. Vincent được dự định là một dạng nhân vật phản diện không thể có mặt trong loạt phim nguyên tác, dù Watanabe cảm thấy rằng nhân vật này không phải là loại "đặc biệt độc nhất".
Sau khi loạt Cowboy Bebop nguyên tác kết thúc và nhận ra rằng tác phẩm vẫn có thể kéo dài thêm được nữa, nên những nhà sáng tạo đã bắt tay vào thực hiện dự án điện ảnh mới để thỏa lòng người hâm mộ cùng với các nhà tài trợ của phim. Do bộ phim có thời lượng dài nên kinh phí và cơ sở đầu tư được tăng lên, tạo điều kiện để đội ngũ có thể đưa vào nhiều hoạt cảnh  cùng với các chuỗi phân cảnh hành động dài hơn và phức tạp hơn. Cowboy Bebop: Tengoku no Tobira cũng chứa những phân đoạn mà Watanabe không thể thực hiện được (cùng với phần còn lại của phim), vì vậy hai đạo diễn khách mời đã được đề nghị làm thay ông: Okiura Hiroyuki, xử lý cảnh mở đầu và Okamura Tensai, tạo ra một phong cách "điện ảnh Viễn Tây trình chiếu tại rạp chiếu phim cho ô tô" xuyên suốt tác phẩm. Watanabe muốn cài cắm vào tác phẩm một chủ đề Ả Rập làm khán giả có thể cảm nhận rõ ràng, trái ngược với loạt phim nguyên tác thường chủ yếu lấy cảm hứng từ New York và Hồng Kông. Rốt cuộc, vị đạo diễn đã có một chuyến đi khảo sát đến Maroc. Hình mẫu nhân vật Rashid bắt nguồn một hướng dẫn viên đã hướng dẫn đội ngũ khảo sát quanh thành phố. Ngoài ra, ông cũng làm cho bộ phim khác biệt so với nguyên tác theo một chiều hướng tích cực: trong khi ông phải đặt toàn bộ câu chuyện trong một tập phim có thời lượng vỏn vẹn chỉ hai mươi phút trong series, thì đội ngũ đã có thể tạo ra một câu chuyện dài hơn, chi tiết hơn.
Dự án Cowboy Bebop: Tengoku no Tobira được công bố lần đầu tiên vào tháng 9 năm 1999. Phần lớn thành viên trong êkip của series vẫn tiếp tục làm việc cho Watanabe, bao gồm nhà sản xuất Minami Masahiko, thiết kế nhân vật/đạo diễn hoạt hình Kawamoto Toshihiro và biên kịch Nobumoto Keiko. Hơn nữa, dàn diễn viên Nhật Bản trong phiên bản gốc cũng quay trở lại để thủ diễn các vai cũ. Khâu biên kịch đã hoàn tất và quá trình sản xuất bắt đầu diễn ra vào tháng 7 năm 2000. Cowboy Bebop: Tengoku no Tobira là thành phẩm hợp tác giữa ba hãng phim Sunrise, Bones và Bandai Visual. Sunrise là đơn vị chịu trách nhiệm thực hiện Cowboy Bebop 1998, trong khi hãng Bones thì được đồng sáng lập bởi Minami, Kawamoto và Ōsaka Hiroshi sau khi loạt phim nguyên tác hoàn thành.

### Âm nhạc
Phần âm nhạc của Cowboy Bebop: Tengoku no Tobira do Kanno Yoko (nhà soạn nhạc của loạt phim gốc) sáng tác và được trình diễn bởi ban nhạc Seatbelts cho bà lãnh đạo. Kanno Yoko đã hòa quyện các thể loại âm nhạc (Viễn Tây, opera, jazz) lại với nhau giống như trong phiên bản truyền hình, nhưng cũng bổ sung thêm các yếu tố Ả Rập để phù hợp với phần chủ đề được người xem cảm nhận rõ. Nhà soạn nhạc cũng cho thêm ngôn ngữ Ả Rập và tiếng Anh vào lời bài hát. Bên cạnh đó, phần nhạc nền cũng cần dùng đến một lượng lớn các nhạc cụ rock. Năm bài hát từ bộ phim đã được đưa vào mini-album Ask DNA của Seatbelts và ra mắt vào ngày 25 tháng 7 năm 2001. Bản soundtrack chính thức của phim, Cowboy Bebop: Knockin 'on Heaven's Door OST Future Blues, được phát hành vào ngày 22 tháng 8 năm 2001. Cả hai album này đều tái phát hành vào tháng 12 năm 2012.

## Ra mắt
Cowboy Bebop: Tengoku no Tobira công chiếu lần đầu tại các cụm rạp ở Nhật Bản vào ngày 1 tháng 9 năm 2001. Sau khi phát hành ra quốc tế, ngày ra mắt của tác phẩm đã làm giới hâm mộ phương Tây kinh ngạc do gần trùng với vụ tấn công ngày 11 tháng 9 và kể về một cuộc tấn công khủng bố. Tác phẩm được trình chiếu lần đầu ở phương Tây tại AnimeCon 2002, nơi có thông báo cho rằng dàn diễn viên lồng tiếng Anh ở bản gốc sẽ thủ diễn lại vai của họ. Đối với bản phát hành phương Tây, tựa đề tiếng Nhật của phim, "Knockin 'on Heaven's Door", đã được thay đổi do trùng tên với bài hát năm 1973 của Bob Dylan. Thay vì tạo ra tựa đề mới, đội ngũ đã giải quyết vấn đề bằng cách thay nó bằng "The Movie", dù bản tái phát hành vào tháng 11 năm 2018 của Funimation vẫn giữ nguyên tên gốc. Cowboy Bebop: Tengoku no Tobira được Sony Pictures đồng phát hành tại Hoa Kỳ thông qua hãng phim Destination Films và Samuel Goldwyn Films, trong khi Tristar Pictures thì chịu trách nhiệm phát hành bộ phim trên phạm vi toàn thế giới. Trong suất chiếu đầu tiên tại sự kiện, số vé xem phim đã được bán hết sạch, vậy nên sự kiện đã tổ chức buổi chiếu thứ hai. Cowboy Bebop: Tengoku no Tobira khởi chiếu vào ngày 4 tháng 4 năm 2003 và phát hành một cách giới hạn tại Hoa Kỳ. Trong tuần đầu công chiếu, phim đứng ở vị trí thứ 19 trong bảng xếp hạng doanh thu phòng vé, thu về 12.338 USD trong mỗi suất. Tổng cộng, doanh thu của phim ở Hoa Kỳ là 1.000.045 USD, trong khi tổng doanh thu toàn cầu là 3.007.903 USD.
Để kỷ niệm 20 năm ra mắt loạt phim, Funimation Films đã trình chiếu tác phẩm tại các rạp ở Hoa Kỳ vào ngày 15 tháng 8 năm 2018, kèm theo phần âm thanh tiếng Nhật và phụ đề tiếng Anh, rồi sau đó là vào ngày 16 với bản lồng tiếng Anh ngữ.

### Đánh giá chuyên môn
Trên trang tổng hợp đánh giá Rotten Tomatoes, Cowboy Bebop: Tengoku no Tobira đạt tỷ lệ đồng thuận 64% dựa trên 73 bài đánh giá, với điểm số trung bình là 6,26/10. Các nhà chuyên môn trên trang web nhận định rằng, "Bộ phim này có thể dành cho những người nghiện anime, nhưng họ sẽ cảm thấy thích thú ở nhiều điều về tính bạo lực như cơm bữa cũng như những đoạn đối thoại thú vị của Cowboy Bebop." Trên Metacritic, bộ phim nhận được điểm trung bình có trọng số là 61/100 dựa trên 23 nhà phê bình, cho thấy "những đánh giá nói chung là tích cực". Tác phẩm được xướng tên ở Giải thưởng của Hiệp hội phê bình phim trực tuyến năm 2003 với đề cử tại hạng mục Phim hoạt hình hay nhất, mặc dù đã để tuột mất giải thưởng vào tay Đi tìm Nemo. Helen McCarthy trong 500 Essential Anime Movies đã ca ngợi phần âm nhạc của bộ phim, gọi nó là "vũ khí bí mật của tác phẩm" và nói rằng "lỗi thực sự duy nhất của Cowboy Bebop: Tengoku no Tobira chính là nửa tiếng thời lượng của phim quá dài".
Hầu hết những đánh giá xoay quanh Cowboy Bebop: Tengoku no Tobira đều là tích cực. Andy Patrizio của IGN đã chấm bộ phim điểm 9/10, cho rằng các nhà phát triển "đã làm một công việc tuyệt vời khi xây dựng nên cốt truyện", cũng như khen ngợi bộ phim vì "không chịu lép vế trước thể loại chính kịch âm hưởng như nhiều bản live-action ăn theo khác". Ông cũng nhận xét rằng chủ đề của tác phẩm mang tính khủng bố nếu đối chiếu với vụ tấn công ngày 11 tháng 9, rằng chúng "thoang thoảng một nét gì đó rất đỗi gần gũi". Bên cạnh đó, bản soundtrack của Cowboy Bebop: Tengoku no Tobira cũng đón nhận nhiều lời ngợi khen. Mike Crandol từ Anime News Network đã lặp đi lặp lại ý kiến này nhiều lần. Lời chỉ trích chủ yếu của anh xuất phát từ việc Jet, Faye và Ed bị xếp xuống vai phụ, và rất khó để đưa tất cả bọn họ vào câu chuyện một cách trọn vẹn. Nhà phê bình cũng nói rằng đội ngũ làm phim đã vượt qua giới hạn của bản thân khi tạo ra những phân cảnh có chất lượng hoạt hình rất cao, chẳng hạn như trận chiến cuối cùng giữa Spike và Vincent. Cây bút Robert Koehler thuộc tạp chí Variety khi đánh giá một bản phát hành không lồng tiếng và có phụ đề, đã ca ngợi phần hình ảnh và kịch bản, dù ông cho rằng một số phân đoạn hơi dài dòng.
Lawrence van Gelder của The New York Times đã đưa ra một bài đánh giá trái chiều về bộ phim, nói rằng anh rất thích trải nghiệm thưởng thức tác phẩm, nhưng cảm thấy hơi phù phiếm khi so sánh chủ đề của phim với sự kiện tại thời điểm đó. Ấn tượng cuối cùng của anh đối với bản lồng tiếng Anh là Cowboy Bebop: Tengoku no Tobira có thể dễ dàng đặt bối cảnh ở New York hiện tại. Khi viết cho BBC, Jamie Russell đã cho tác phẩm 4/5 sao, nhận định rằng bộ phim "xứng đáng đứng chung hàng với Akira, Ghost in the Shell và Sen và Chihiro ở thế giới thần bí". Những lời tán dương về Cowboy Bebop: Tengoku no Tobira chủ yếu hướng đến việc sử dụng các góc máy live-action. Dù anh nhận thấy mạch truyện của bộ phim đôi khi bị chậm lại một cách đáng kể, nhưng phần nhạc nền và hình ảnh liên hệ đến những bộ phim hành động đáng chú ý khác đã khiến tác phẩm trở thành "một ví dụ điển hình về bộ anime hay nhất." Những tờ báo khác vào thời điểm đó, bao gồm Los Angeles Times, Toronto Star, Chicago Tribune và tạp chí web Salon thường đồng tình với các nhà phê bình khác: một số khen ngợi cốt truyện và phần hoạt họa, trong khi những tờ khác lại đưa ra đánh giá trái chiều. Số khác nữa, như Toronto Star hay Newark Star-Ledger thì ghi nhận mối liên hệ của phim với thể loại khoa học viễn tưởng.

### Phương tiện tại gia
Bộ phim được phát hành dưới định dạng DVD tại Nhật Bản vào ngày 7 tháng 2 năm 2002 rồi ngay lập tức dẫn đầu bảng xếp hạng DVD/VHS. Hai hãng Sunrise và Bandai Visual trước đó đã đánh giá thấp doanh số bán hàng của tác phẩm, tuy nhiên ấn bản đầu tiên lại được tiêu thụ hết ngay sau khi phát hành, thúc đẩy việc ra mắt ấn bản tiếp theo vào giữa tháng 2. Columbia TriStar Home Entertainment đã phát hành phim dưới dạng DVD tại Hoa Kỳ vào ngày 24 tháng 6 năm 2003. Năm 2006, Cowboy Bebop: Tengoku no Tobira là DVD anime bán chạy thứ sáu ở Hoa Kỳ. Dẫu vậy, phim không được công chiếu tại rạp ở Vương quốc Anh mà thay vào đó lại được phát hành trực tiếp sang DVD. Cowboy Bebop: Tengoku no Tobira được phát hành tại Vương quốc Anh vào ngày 27 tháng 6 năm 2003, sau đó ra mắt dưới định dạng Blu-ray tại Nhật Bản vào ngày 25 tháng 7 năm 2008. Tiếp đó, anime ra mắt tại Bắc Mỹ bởi hãng Image Entertainment vào ngày 28 tháng 6 năm 2011.
Beveridge nói chung ca ngợi chất lượng của DVD cũng như tính năng bổ sung, gọi đây là một "bản phát hành đỉnh cao". Alex Brotman của AnimeFringe.com, khi đánh giá bản phát hành DVD tiếng Nhật đã ca ngợi bộ phim, nhưng lại thất vọng vì thiếu các tính năng đặc biệt của DVD, nhất là các cuộc phỏng vấn với dàn diễn viên và thành viên đoàn phim, cũng như việc không thể xem được kịch bản phân cảnh, trái ngược với DVD của loạt phim nguyên tác. Trong khi đó, Patrizio có bài nhận xét rất tích cực đối với bản phát hành ở Bắc Mỹ, gọi việc trình phát qua video là "tuyệt vời", thiết lập âm thanh Dolby Digital 5.1 cũng "thật tuyệt vời", đồng thời khen ngợi các tính năng bổ sung của DVD.